# Víctor Hugo López
Víctor Hugo López Romero (* 23. November 1982 in Málaga) ist ein spanischer Handballtrainer und ehemaliger Handballspieler.

## Vereinskarriere
Victor Hugo López spielte in der spanischen Liga Asobal beim CBM Gáldar, BM Ciudad de Almería und beim BM Valladolid, mit dem er 2009 den Europapokal der Pokalsieger gewann, und ab 2010 bei Naturhouse La Rioja. Von der Saison 2004/2005 bis zur Saison 2012/2013 wurde er in 246 Erstligaspielen eingesetzt und warf darin insgesamt 449 Tore.
Zur Saison 2013/14 wechselte der 1,95 Meter große Rückraumspieler zum deutschen Zweitligisten TV Großwallstadt, wo er einen Zweijahresvertrag unterschrieb.
Im Mai 2015 wechselte er zum katarischen Verein al-Quiyada.
Zum Ende seiner Karriere wechselte er 2016 nach Japan zum Verein Toyoda Gosei, bei dem er bis 2019 aktiv war.

## Auswahlmannschaften
López spielte auch für spanische Auswahlmannschaften.
Mit der Jugendauswahl Spaniens bestritt in den Jahren 2000 bis 2003 insgesamt 14 Partien und warf dabei 26 Tore.
Ab 2001 wurde er für die spanischen Juniorennationalmannschaft eingesetzt. Er nahm mit dieser Auswahl an der U-21-Weltmeisterschaft 2003 teil. In insgesamt 29 Spielen für die Junioren warf er 52 Tore.
Am 13. Juni 2003 debütierte er für die spanische A-Nationalmannschaft in einem Spiel gegen die spanischen Junioren. Bis 2009 warf er in seinen 16 Länderspielen insgesamt 24 Tore für die Auswahl, mit der er auch an der Weltmeisterschaft 2009 teilnahm.

## Trainer
López steht seit März 2024 als Assistenztrainer von Antonio Carlos Ortega im Trainerstab der japanischen Männer-Handballnationalmannschaft.